# Edithea miahuatlanica
Edithea miahuatlanica är en måreväxtart som först beskrevs av David H. Lorence, och fick sitt nu gällande namn av Attila L. Borhidi. Edithea miahuatlanica ingår i släktet Edithea och familjen måreväxter. Inga underarter finns listade i Catalogue of Life.